# 거창 농산리 석조여래입상
거창 농산리 석조여래입상(居昌 農山里 石造如來立像)은 대한민국 경상남도 거창군 북상면에 있는 통일신라의 석조 불상이다.
1972년 2월 12일 경상남도의 유형문화재 제36호로 지정되었다가, 2005년 7월 7일 대한민국의 보물 제1436호 거창농산리석불입상(居昌農山里石佛立像)으로 승격 지정되었고, 2010년 8월 25일 현재의 명칭으로 변경되었다.

## 보물 지정 사유
거창 농산리의 낮은 야산 기슭에 있는 이 석불은 현재 경상남도 유형문화재 제36호로 지정되어 있으며 전형적인 통일신라시대 불상 양식을 따르고 있다. 입불상으로 자연석을 적당히 다듬어 윗면에 두 발을 새겨 놓은 1매의 대석과, 대석에 꽂아 세울 수 있도록 한 돌에 광배를 함께 조성한 불신 등 두개의 돌로 구성되었다.
신체에 비하여 다소 머리부분이 큰데 얼굴이 부분적으로 손상되었지만 전체적으로 후덕한 느낌을 준다. 양어깨를 덮어 내린 통견(通肩)의 법의 (法衣)는 가슴에서 U자형 옷주름을 이루다 잘록한 허리 부분으로부터 Y자형으로 갈라져 양 대퇴부에서 대칭적인 의문(衣紋)을 이루는 이른바 우전왕(優塡王, Udyana王)식 옷주름의 형태를 나타내고 있다. 이와 같은 형태는 통일신라 700년 전후 추정의 국립경주박물관 소장 사암제불 입상(砂岩製佛立像)을 비롯하여 719년명 감산사상(甘山寺像), 730년~760년경 추정의 경주 굴불사지 사면석불(堀佛寺址四面石佛) 남면 불입상 등 8세기 이후 상들에서 나타나는 양식적 특징으로 이 불상의 조성시기를 추정하게 해 준다.
두 발은 불신과 별도로 대석 위에 조각되어 있는데 마멸과 손상이 심하여 왼쪽 발가락 일부만 형태를 유지할 뿐이다. 우측 상단부가 깨어져 나간 광배는 불신과 한 돌로 이루어진 배 모양의 주형거신광(舟形擧身光)으로 어느 정도의 형태는 유지하고 있으나 화염문 등 구체적인 문양 표현은 알 수 없다.
비록 부분적인 파손이 있으나 이 불상은 야산의 구릉에서 원위치를 지키고 있는 귀중한 불상으로 규모가 비교적 크고 정제된 조각수법을 보여 주고 있으며 비슷한 예가 많지 않은 점에서 국가지정문화재로서의 가치가 있다.

## 현지 안내문
이 불상은 광배와 받침대를 모두 갖춘 비교적 완전한 형태의 석불이다. 바위를 원추형으로 쪼아서 불상과 광배가 하나의 돌에 조각되었다. 머리부분의 상투모양은 높고 뚜렸하게 표현하였다. 알맞은 이목구비를 갖춘 둥근 얼굴은 온화한 미소를 띠고 있다. 당당한 가슴과 함께 부드러운 경사를 이룬 유연한 어깨, 잘록한 허리와 날씬한 다리, 얇은 옷자락 속에 드러난 사실적인 몸매는 불상의 뛰어난 입체감을 더해준다. 여기에 양쪽 어깨에 걸친 옷자락은 가슴위로 몇갈래의 U자형 주름을 그리면서 내려오다가 허리 부분에서 Y자형으로 갈라지고, 두다리에 살짝 밀착되어 작은 U자를 그렸다가, 종아리부분에서 큰 V자로 마무리 되었다.
이러한 옷자락의 표현법을 인도의 우드야나(Udyana)왕 여래상 형식이라 부른다. 그 유래는 석가모니가 성불한 후 도리천에 올라가 그곳에서 다시 태어나 어머니에게 설법하였는데, 그 때 밧사(Batsa)국의 우드야나왕이 부처가 잠시라도 지상에 없는 허전함을 달래기 위해 150cm크기의 여래상을 만들어 공양하였다고 한다. 이 때의 불상이 최초의 부처상이라고 알려져 있으며, 그 여래상의 옷자락의 조각 형식이 이 석조여래상과 같은 형태였다고 한다. 이같은 옷자락의 표현은 한국에서는 통일신라시대의 불상에서 나타나고 있다. 몸 전체를 감싼 광배에는 불꽃무늬를 새겼고, 연꽃잎이 아래로 향한 받침대는 심하게 마멸되었으나, 모두 통일신라시대의 조각 솜씨를 잘 보여주고 있다.

## 같이 보기
- 청곡사

## 참고 자료
- 거창 농산리 석조여래입상 - 국가유산청 국가유산포털